# Santa Cruz Magdalena
Santa Cruz Magdalena är en ort i Mexiko.   Den ligger i kommunen Oriental och delstaten Puebla, i den sydöstra delen av landet, 160 km öster om huvudstaden Mexico City. Santa Cruz Magdalena ligger 2 387 meter över havet och antalet invånare är 704.
Terrängen runt Santa Cruz Magdalena är platt åt sydost, men åt nordväst är den kuperad. Runt Santa Cruz Magdalena är det ganska tätbefolkat, med 129 invånare per kvadratkilometer. Närmaste större samhälle är Oriental, 3,0 km öster om Santa Cruz Magdalena. Trakten runt Santa Cruz Magdalena består till största delen av jordbruksmark.